# Air Onix
Air Onix (ukrainisch Ейр Онікс, russisch Эйр Оникс) war eine ukrainische Fluggesellschaft mit Sitz in Simferopol und Basis auf dem Flughafen Simferopol. Air Onix stellte den Flugbetrieb ein, nachdem das Luftverkehrsbetreiberzeugnis von der ukrainischen Luftaufsichtsbehörde am 28. Dezember 2013 entzogen wurde.

## Geschichte
Am 28. April 2012 nahm Air Onix mit der Verbindung Simferopol – Kiew den regulären Flugbetrieb auf.
Im November 2013 wurde bekannt, dass der Leasinggeber ILFC zwei Boeing 737 von Air Onix zurückgeholt hat, was seitens dieser zu einigen Flugstreichungen führte.
Mitte Dezember 2013 wurde die Gesellschaft von der IATA suspendiert und kann bis auf Weiteres keine Tickets mehr über die gängigen Reservierungssysteme verkaufen. Anfang 2014 wurde schließlich auch die Betriebslizenz der Gesellschaft durch die ukrainische Aufsichtsbehörde suspendiert.
Die Gesellschaft plante den Flugbetrieb wieder aufzunehmen, dies erfolgte jedoch bis heute nicht.

## Flugziele
Air Onix flog vor der Betriebseinstellung vor allem Urlaubsdestinationen im Mittelmeerraum, dem Kaukasus, sowie einige Ziele in der Slowakei und Russland an.

## Flotte
Die Flotte der Air Onix bestand im November 2013 vor Betriebseinstellung aus drei Flugzeugen:
- 1 Boeing 737-300
- 1 Boeing 737-400
- 1 Boeing 737-500